# Völsungar
Völsungar i nordisk mytologi är en från sagokungen Völsung härstammande ätt. Völsung hade en son vid namn Sigmund och denne i sin tur sonen Sigurd Fafnesbane. 